# Čechy pod Kosířem
Obec Čechy pod Kosířem se nachází v okrese Prostějov v Olomouckém kraji, zhruba 10 km severozápadně od Prostějova, při západním úpatí vrchu Velký Kosíř (442 m), v národopisném regionu Haná. Žije zde přibližně 1 100 obyvatel.

## Název
Na vesnici bylo přeneseno jméno jejích obyvatel: jde o množné číslo osobního jména Čech (to buď označovalo obyvatele české země nebo to byla domácká podoba některého jména začínajícího na Če- (např. Čěslav, Čěmysl, Čěrad)) a místní jméno tedy znamenalo "Čechovi" (Čechova rodina). Vesnice se až do roku 1925 jmenovala Čechy na Hané. Přívlastek pod Kosířem se poprvé objevil roku 1618 na odlišení od Čech u Přerova, znovu a natrvalo byl přidán po vzniku Československa.

## Historie
První písemná zmínka o obci pochází z roku 1141. Od 14. století zde stála tvrz, na které se vystřídala řada šlechtických majitelů. Byli mezi nimi i páni z Kravař, Kunštátu, Boskovic nebo Hartunkova. V roce 1707 zakoupil panství Jan Adam Ondřej z Liechtensteina a v roce 1768 se majitelem stal Emanuel de Menes e Castro, vévoda da Silva-Tarouca. Rod Silva-Tarouca měl panství v držení až do roku 1942, kdy se dostalo do správy velkoněmecké říše. V roce 1949 byl zámek a celý majetek rodu vyvlastněn československým státem. V zámku byla až do roku 2005 internátní škola a dětský domov. Od roku 2008 je majitelem zámku a přilehlého parku Olomoucký kraj. Areál zámku je nejvýznamnější památkou obce. V letech 1849 až 1871 byl častým hostem hraběcí rodiny Josef Mánes, který zde namaloval mnoho svých obrazů.
V obci byla továrna R. A. Smékala na hasičské stříkačky, pila, mlýn a cihelna. Na místě bývalé továrny je od roku 2000 obecní Hasičské muzem. V roce 2009 bylo v obci otevřeno soukromé Muzeum kočárů, kde je umístěno více než 50 historických vozidel.

## Obyvatelstvo

### Struktura
Vývoj počtu obyvatel za celou obec i za jeho jednotlivé části uvádí tabulka níže, ve které se zobrazuje i příslušnost jednotlivých částí k obci či následné odtržení.
| Místní části   | Místní části           | 1869 | 1880 | 1890 | 1900 | 1910 | 1921 | 1930 | 1950 | 1961 | 1970 | 1980 | 1991 | 2001 | 2011 |
| -------------- | ---------------------- | ---- | ---- | ---- | ---- | ---- | ---- | ---- | ---- | ---- | ---- | ---- | ---- | ---- | ---- |
| Počet obyvatel | část Čechy pod Kosířem | 1018 | 1049 | 1118 | 1375 | 1213 | 1144 | 1261 | 1273 | 1188 | 1075 | 990  | 919  | 929  | 1022 |
| Počet domů     | část Čechy pod Kosířem | 134  | 159  | 173  | 197  | 211  | 213  | 265  | 293  | 287  | 286  | 271  | 315  | 330  | 342  |

## Muzea
- Hasičské muzeum na náměstí Svobody – rozšířeno v roce 2014
- Muzeum kočárů – otevřené v roce 2009 (založil Václav Obr)

## Pamětihodnosti
- Zámek Čechy pod Kosířem
- Salet, tzv. Mánesův pavilon v zámecké zahradě
- Vyhlídková věž v parku
- Oranžerie v zámeckém parku
- Anglický park u zámku s ohradní zdí
- Farní kostel svatého Jana Křtitele
- Kaplička svatého Floriána na návsi
- Kaplička svatého Josefa
- Sochy svatého Pavla a Petra před kostelem
- Socha svatého Jana Nepomuckého na návsi
- Fara čp.7

## Významní rodáci
- Jan Nepomuk Karel Hunčovský (1752–1798), lékař, pedagog, osobní lékař císaře Leopolda II.
- Bedřich August Karel Silva–Tarouca (1816–1881), učenec, duchovní, přítel Josefa Mánesa
- Arnošt Emanuel Silva–Tarouca (1860–1936), zakladatel parku v Průhonicích, dendrolog
- Rudolf Hlubinka (1878–1951), právník, odborník památkového ústavu v Praze
- Bedřich Hacar (1893–1963), stavební inženýr, akademik, ředitel Ústavu teoretické a aplikované mechaniky v Praze
- František Smékal (1882–1977), horní inženýr, dlouholetý vedoucí funkcionář báňských profesních organizací v Československu
- Mojmír Miler (1925–2016), tanečník, člen baletních souborů Národních divadel v Brně a Praze
- František Železňák (1935–1982), kapelník vojenských dechových orchestrů, hlavní inspektor vojenských hudeb Československé lidové armády
- Antonín Čelechovský (1922–1979), scénograf, pedagog na Střední uměleckoprůmyslové škole v Praze
- Vladimír Dosoudil (1905–1942), soudce

## Společenský život
Samospráva obce pravidelně 5. července vyvěšuje zlato-červenou moravskou vlajku.

## Galerie

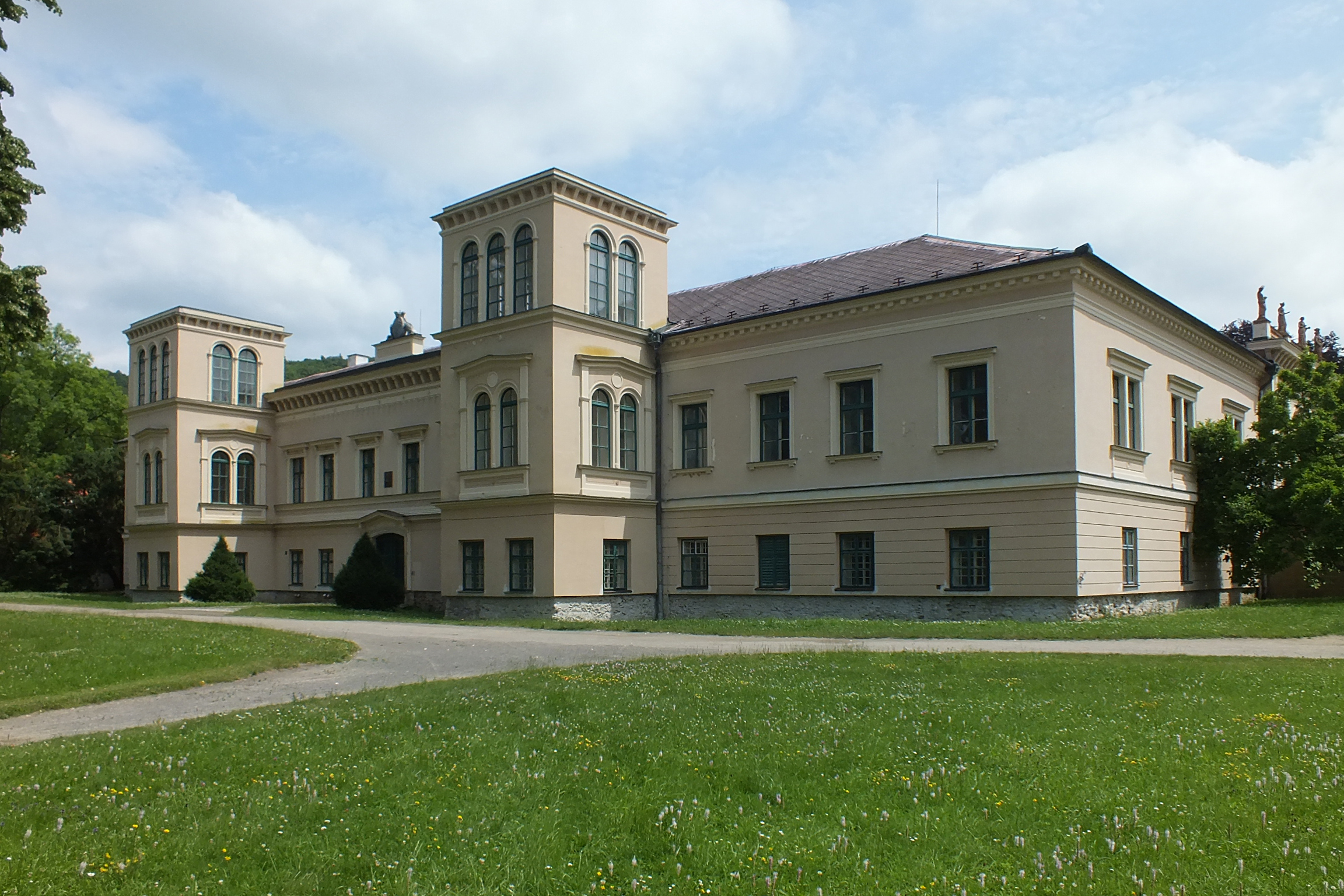
Kosířskočeský zámek
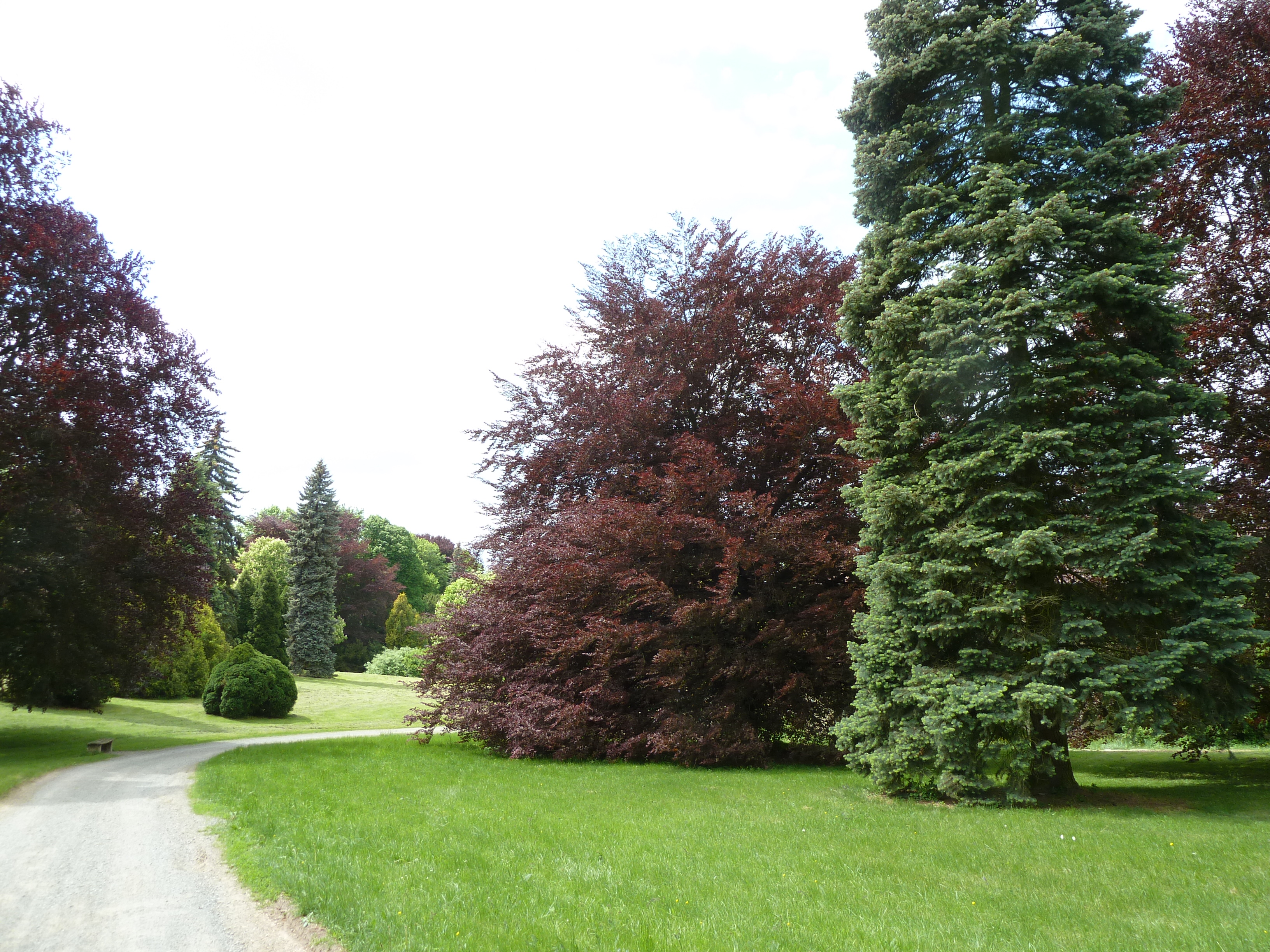
Zámecký park
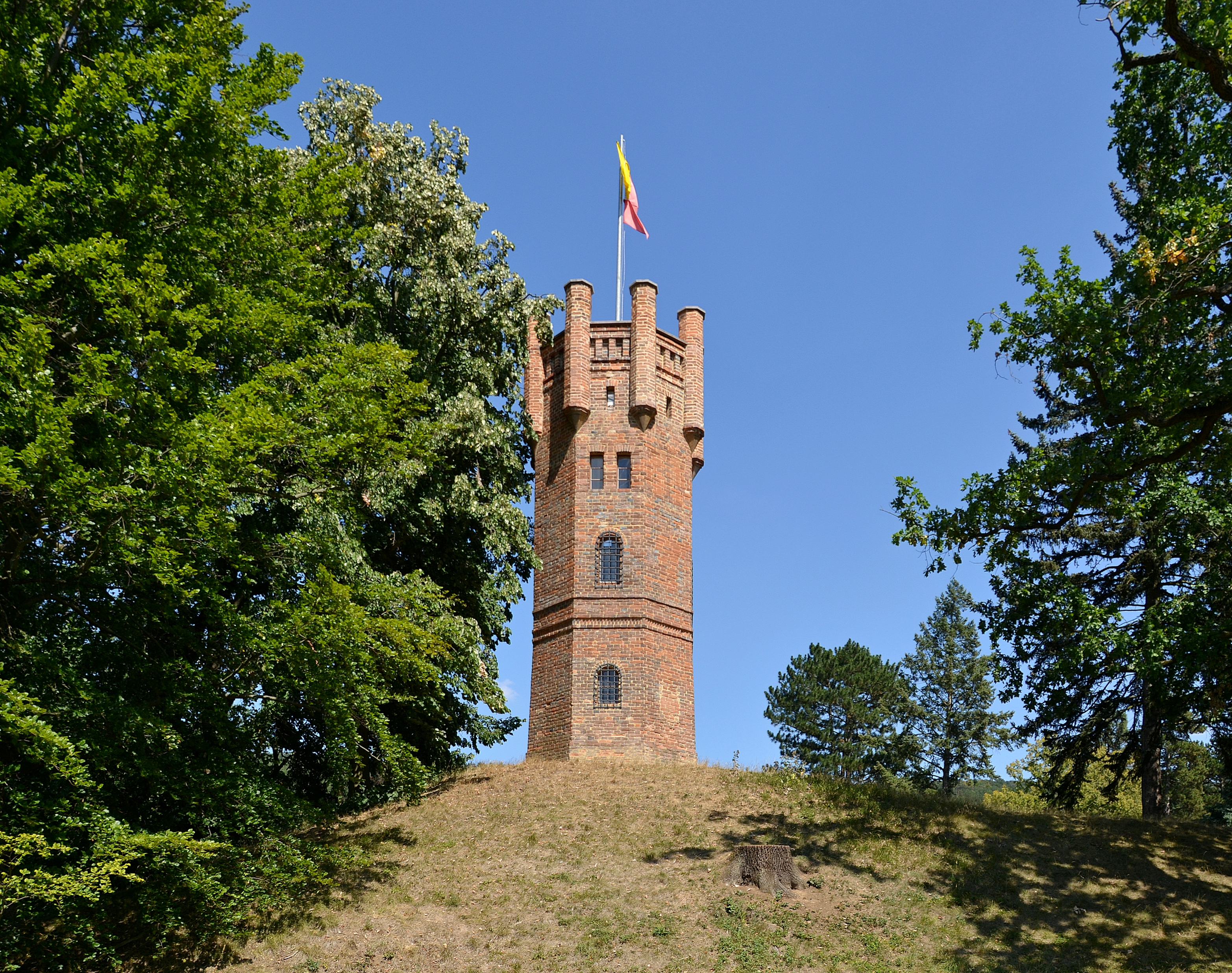
Rozhledna v zámeckém parku
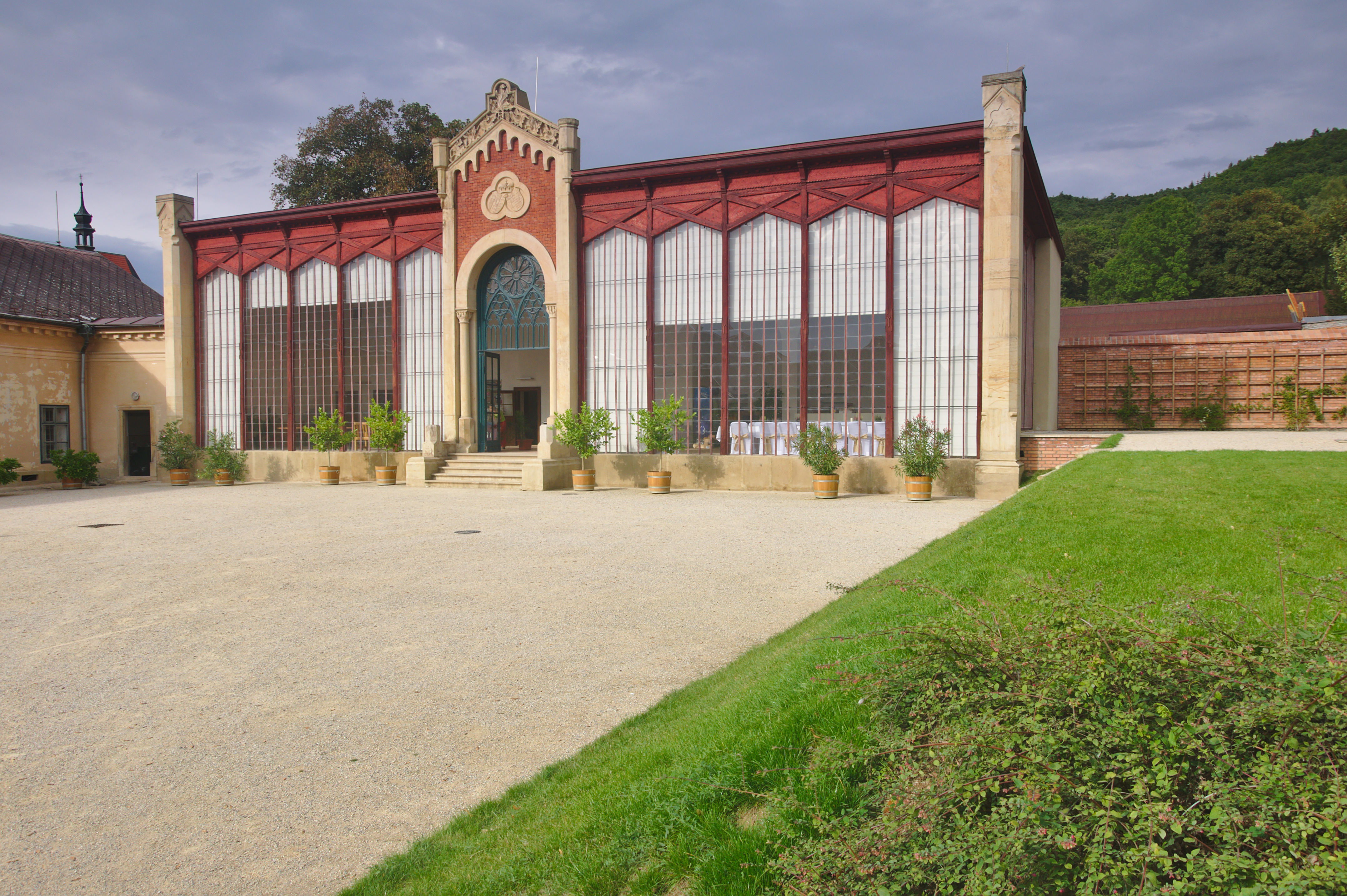
Oranžerie
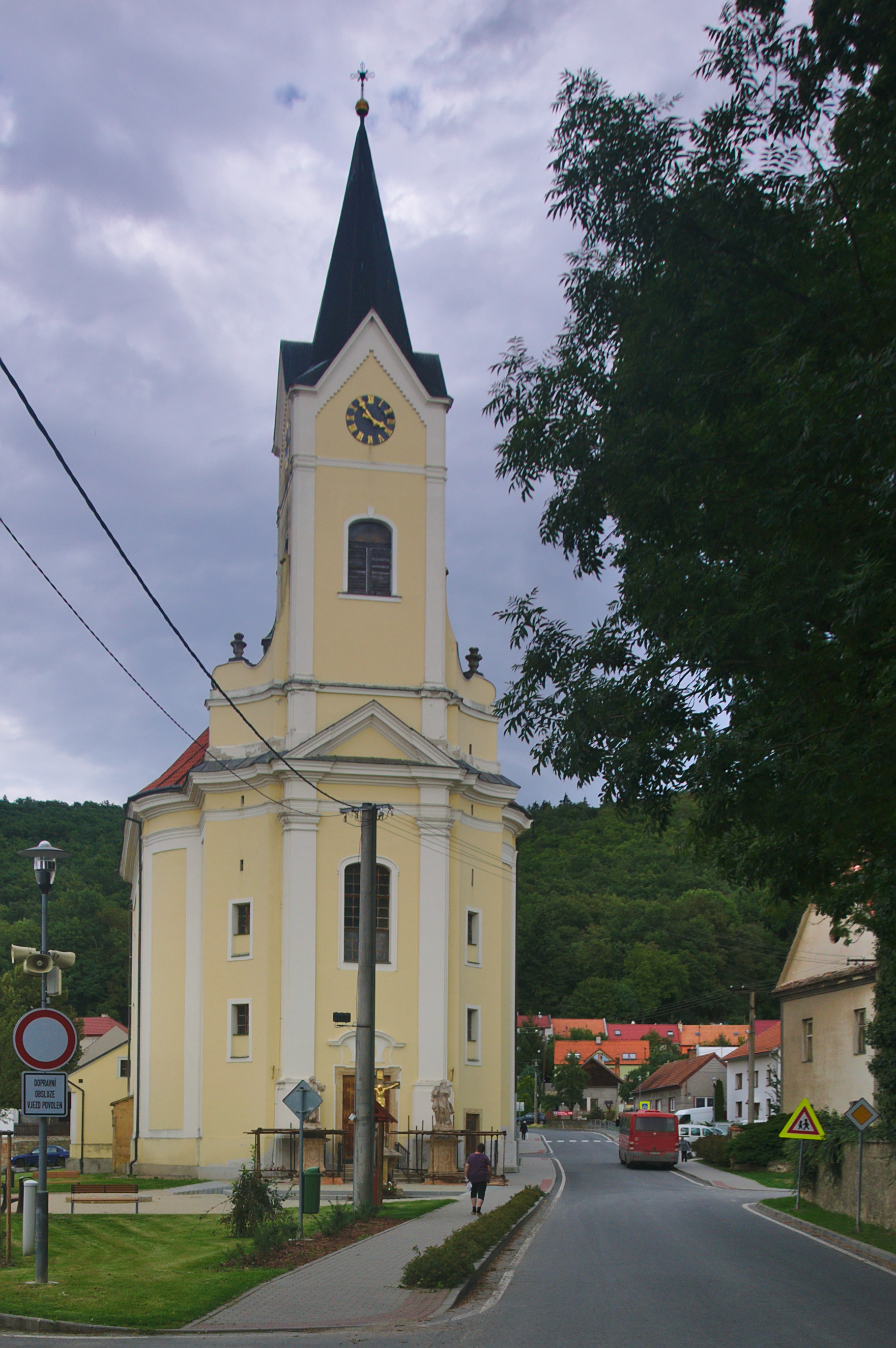
Kostel sv. Jana Křtitele
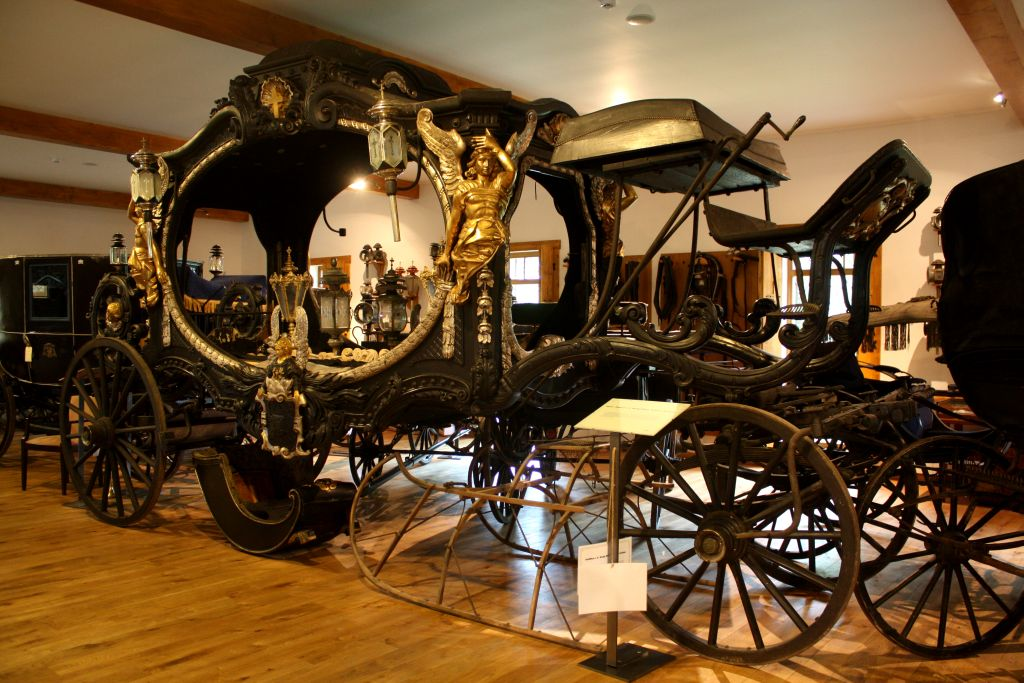
Smuteční kočár v Muzeu historických kočárů
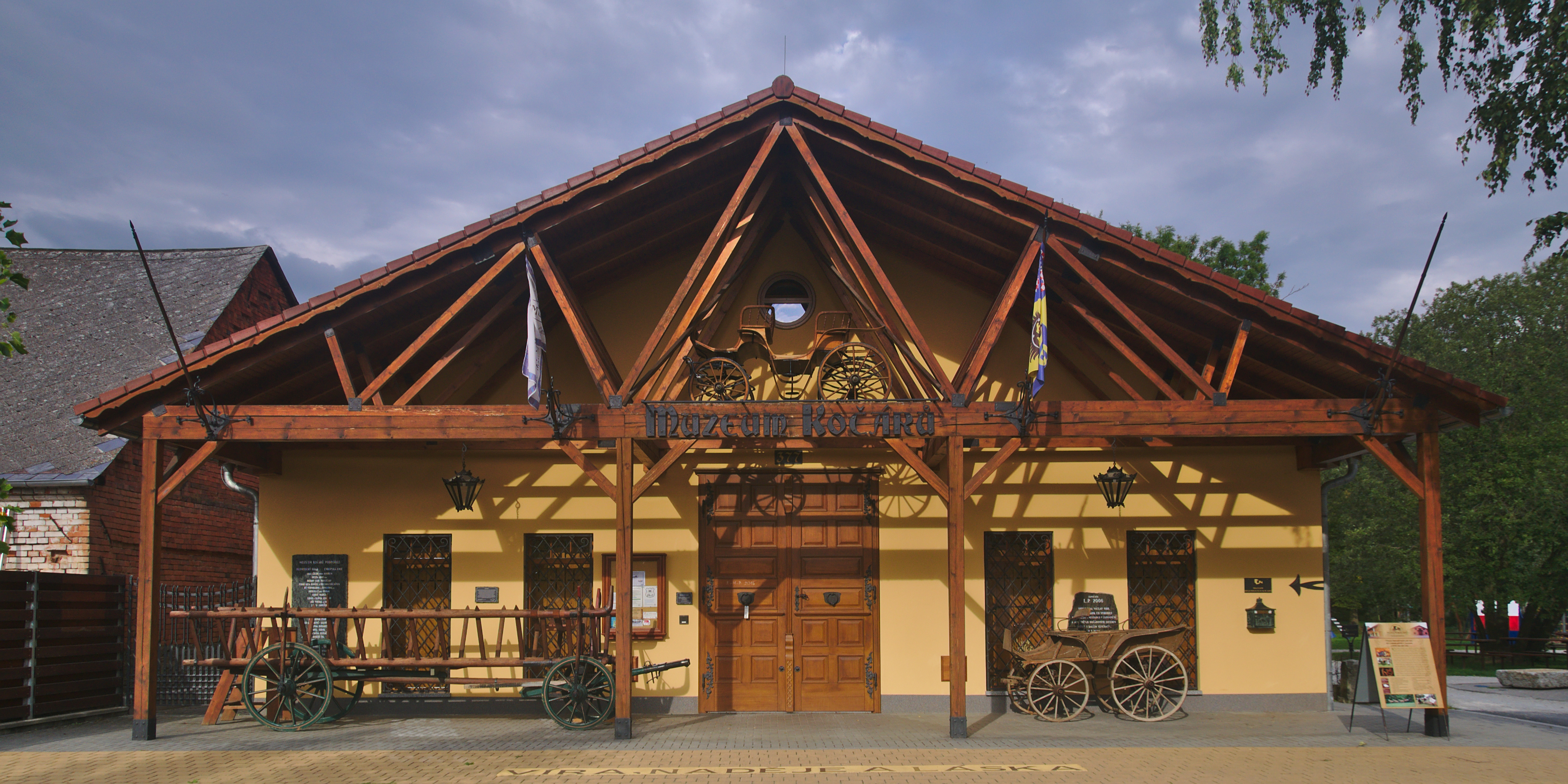
Muzeum kočárů
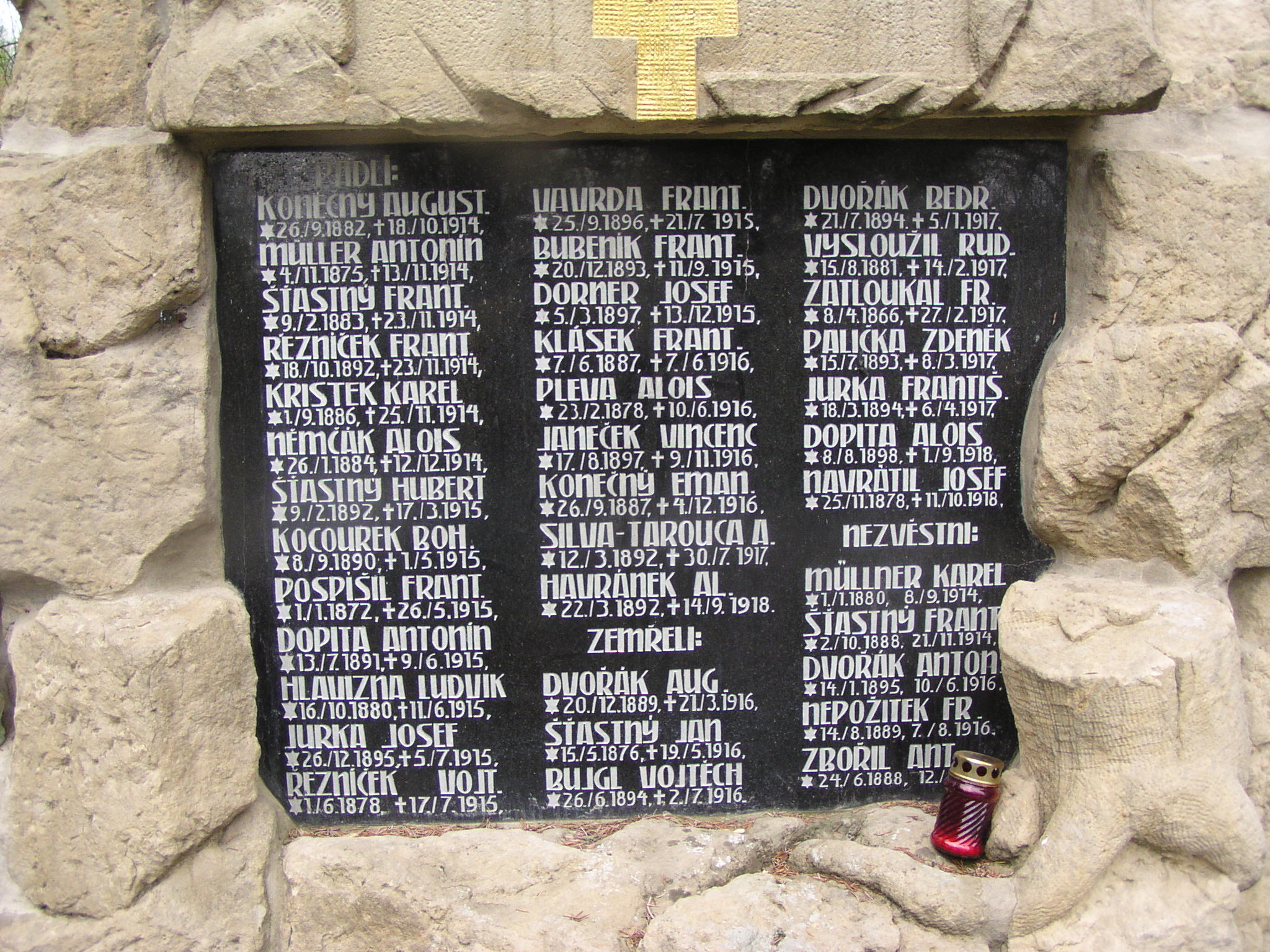
Deska padlých v první světové válce
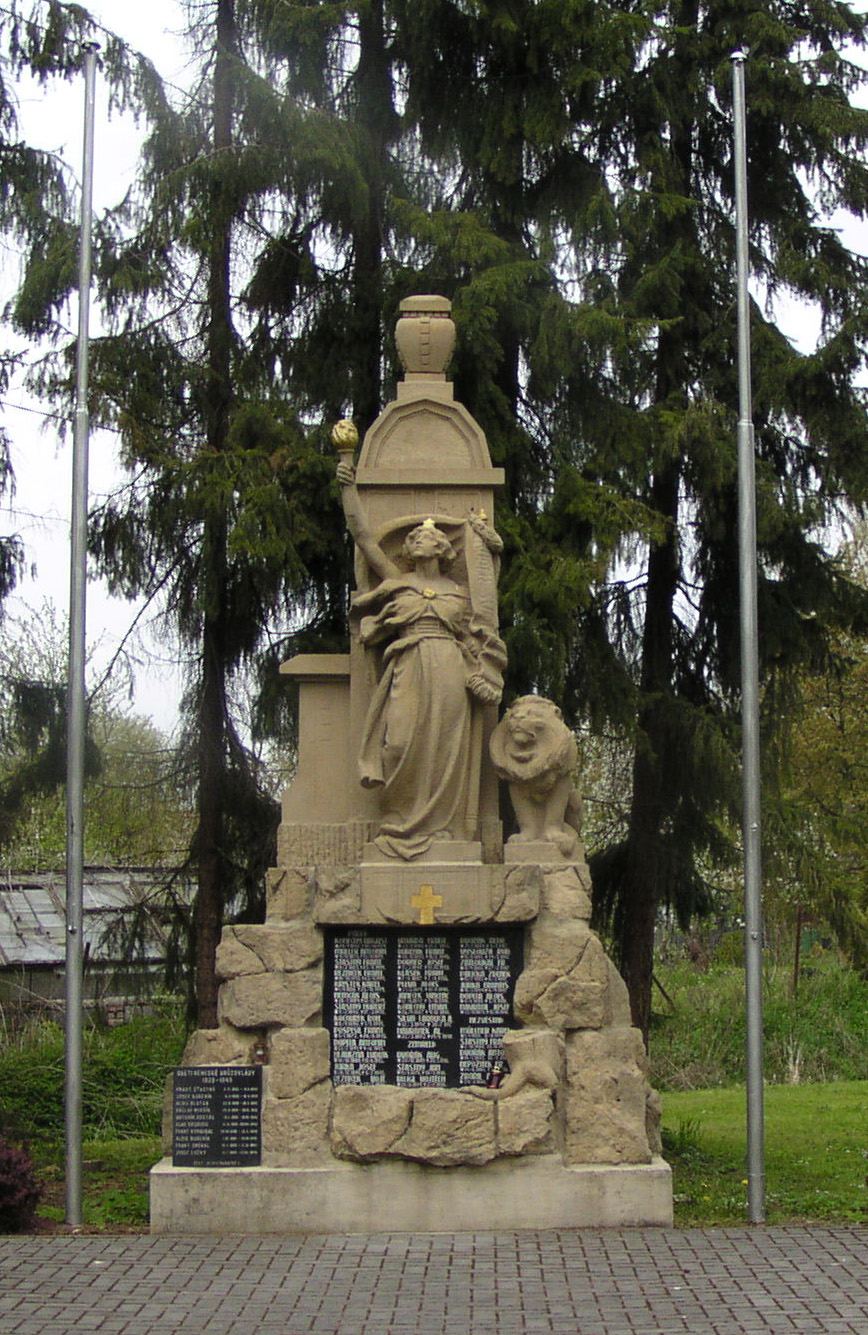
Pomník Čechy pod Kosířem
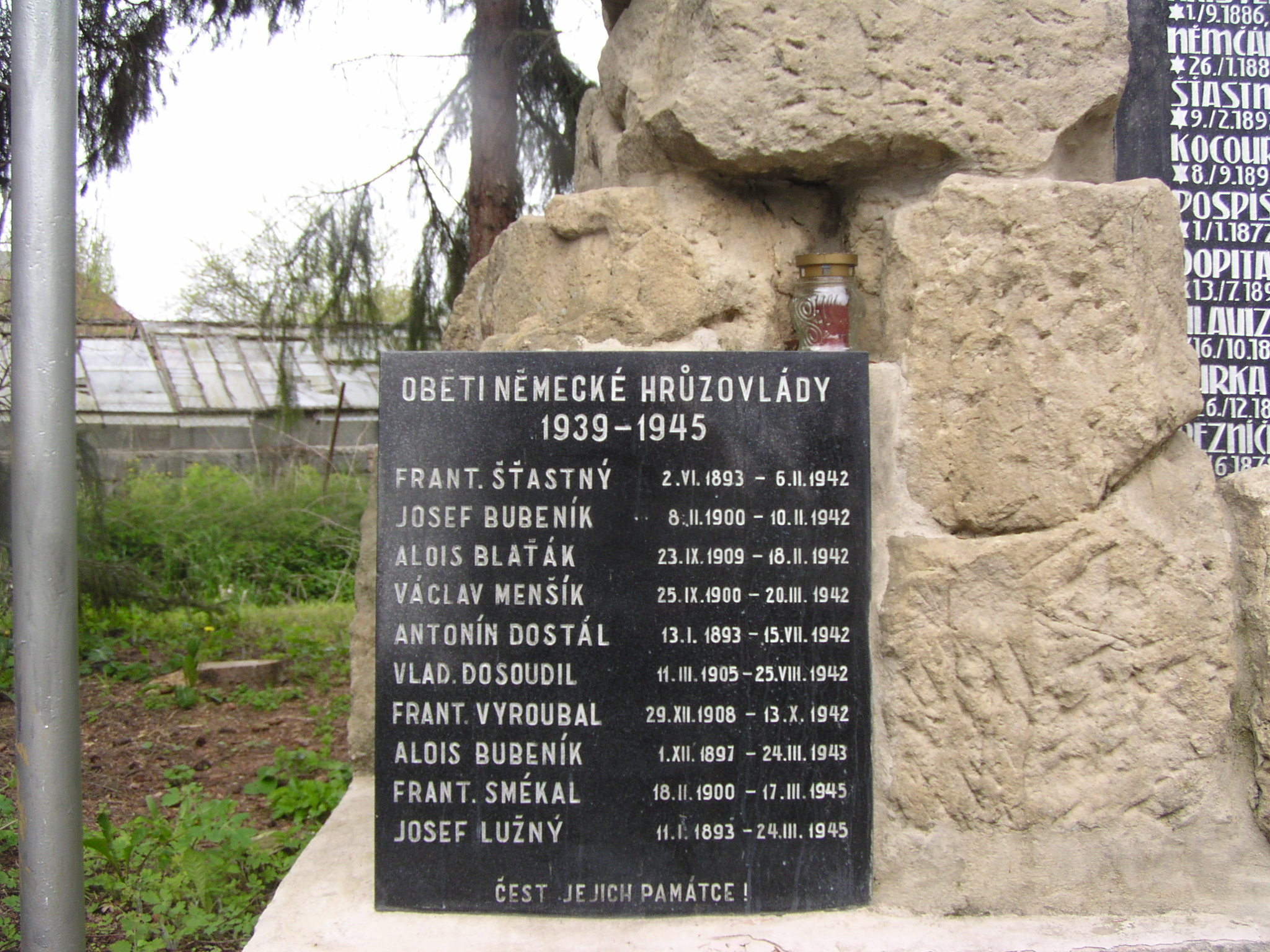
Deska obětí druhé světové války